# Rollinia sylvatica
Rollinia sylvatica (A. St.-Hil.) Martius – gatunek rośliny z rodziny flaszowcowatych (Annonaceae Juss.). Występuje naturalnie w Boliwii oraz Brazylii (w stanach Bahia, Mato Grosso, Espírito Santo, Minas Gerais, Rio de Janeiro, São Paulo, Parana, Rio Grande do Sul i Santa Catarina). 

## Morfologia
PokrójZimozielone drzewo lub krzew dorastające do 10 m wysokości.
LiścieMają eliptyczny kształt. Mierzą 4–17 cm długości oraz 1,5–8 cm szerokości. Blaszka liściowa jest całobrzega o tępym wierzchołku.
OwoceSynkarpiczne o kulistym kształcie. Osiągają 25–30 mm długości i 30–50 mm szerokości. Mają żółtopomarańczową barwę.

## Biologia i ekologia
Rośnie w lasach. Występuje na wysokości do 1000 m n.p.m.